# Michel Vion
Michel Vion (Moûtiers, 22 de octubre de 1959) es un deportista francés que compitió en esquí alpino.
Ganó una medalla de oro en el Campeonato Mundial de Esquí Alpino de 1982, en la prueba combinada. En la Copa del Mundo consiguió una victoria y tres podios en total.
En 2010 se convirtió en presidente de la Federación Francesa de Esquí (FFS), y en 2021 fue nombrado secretario general de la Federación Internacional de Esquí.
Fue nombrado caballero de la Legión de Honor en 2014 y ascendido a oficial de la Legión de Honor en 2023.

## Palmarés internacional
| Campeonato Mundial | Campeonato Mundial   | Campeonato Mundial | Campeonato Mundial |
| Año                | Lugar                | Medalla            | Prueba             |
| ------------------ | -------------------- | ------------------ | ------------------ |
| 1982               | Schladming (Austria) | Medalla de oro     | Combinada          |